# Chefvolkswirt
Chefvolkswirt (seltener auch Chefökonom oder Chief Economist) ist eine leitende Position in einem Unternehmen oder einer Organisation. Oft wirken sie auch nach außen und geben Einschätzungen über die wirtschaftliche Lage in den Medien ab.
Chefvolkswirte sind als leitende Volkswirte für die Entwicklung und Erstellung von Wirtschafts- und Finanzanalysen verantwortlich. Typische Aufgaben sind die Erstellung volkswirtschaftlicher Analysen und langfristiger Unternehmensstrategien. Sie beraten Fachabteilungen und Führungsgremien, kommunizieren und erklären ökonomische Zusammenhänge ggü. Kunden und Medien und koordinieren Volkswirte in unterschiedlichen Abteilungen.
Da Chefvolkswirt keine geschützte Berufsbezeichnung ist, gibt es keine einheitliche Ausbildung. Üblich ist ein Studium der Volkswirtschaft und berufliche Erfahrung in volkswirtschaftlichen Abteilungen bzw. im wissenschaftlichen Arbeiten.
In der freien Wirtschaft gibt es Chefvolkswirte fast ausschließlich in Großunternehmen, vornehmlich bei Finanzdienstleistern, der Versicherungsbranche sowie bei Unternehmen der IT-Branche. Im öffentlichen Dienst wird der Begriff auch informell verwendet. So werden die Abteilungsleiter für Grundsatzfragen des Bundesministeriums der Finanzen und der Bundesministeriums für Wirtschaft in der Presse als Chefvolkswirte bezeichnet. Des Weiteren werden Chefvolkswirte auch bei internationalen Organisationen eingesetzt, so z. B. bei der Weltbank, dem IWF oder der EZB.